# WALTZ (氷室京介の曲)
「WALTZ」（ワルツ）は氷室京介の14枚目のシングル。

## 内容
- 氷室京介の14枚目のシングル。
- 1996年に発売された6thアルバム『MISSING PIECE』からカップリング曲含めシングルカットである。
- 初のマキシシングル仕様で、カレンダー付属。

## 収録曲
1. WALTZ
  - 作詞・作曲：氷室京介

本作品ではシングルバージョン（リミックスバージョン）が収録されている。氷室のベストアルバムに収録されているものの多くが、こちらのバージョンにあたる。
2. IF YOU STILL SHAME ME
  - 作詞：松井五郎、氷室京介 / 作曲：氷室京介

## 収録アルバム
WALTZ
- MISSING PIECE
- Collective SOULS 〜THE BEST OF BEST〜
- Ballad〜La Pluie
- Case of HIMURO
- 20th Anniversary ALL SINGLES COMPLETE BEST JUST MOVIN' ON 〜ALL THE-S-HIT〜
- KYOSUKE HIMURO 25th Anniversary BEST ALBUM GREATEST ANTHOLOGY

IF YOU STILL SHAME ME
- MISSING PIECE

## ライブ映像作品
WALTZ
- The One Night Stands 〜TOUR "COLLECTIVE SOULS" 1998〜
- CASE OF HIMURO 15th Anniversary Special LIVE